# Londons byområde
Londons byområde eller Greater London Urban Area er en konurbation med sammenvoksede byer omkring London, England. Regionen inkluderer Greater London og nogle mindre områder udenfor Greater London. Dets ydre grænser defineres af Metropolitan Green Belt og er derfor meget mindre end Londons pendlerbælte.
Regionen havde i 2005 et beregnet indbyggertal på 8.505.000. og dækkede et areal på 1.623,3 kvadratkilometer i 2001. 

## Inkluderede områder
Anno 2001 bestod byområdet ifølge Office for National Statistics af følgende dele:

### Greater London (bydele)
Indenfor Greater Londons område er der 33 London boroughs eller bydele:
- Barking and Dagenham
- Barnet
- Bexley
- Brent
- Bromley
- Camden
- Croydon
- Ealing
- Enfield
- Greenwich
- Hackney
- Hammersmith and Fulham
- Haringey
- Harrow
- Havering
- Hillingdon
- Hounslow
- Islington
- Kensington and Chelsea
- Kingston upon Thames
- Lambeth
- Lewisham
- City of London
- Merton
- Newham
- Redbridge
- Richmond upon Thames
- Southwark
- Sutton
- Tower Hamlets
- Waltham Forest
- Wandsworth
- City of Westminster

### Udenfor Greater London (forstæder)
Udenfor Greater London (forstæder):
- Banstead/Tadworth
- Caterham og Warlingham
- Cheshunt
- Dartford
- Egham
- Epsom and Ewell
- Esher/Molesey
- Gravesend
- Hemel Hempstead
- Hoddesdon
- Leatherhead
- Loughton
- Northfleet
- Staines
- Sunbury-on-Thames
- Walton-on-Thames og Weybridge
- Watford
- Woking/Byfleet